# Акація

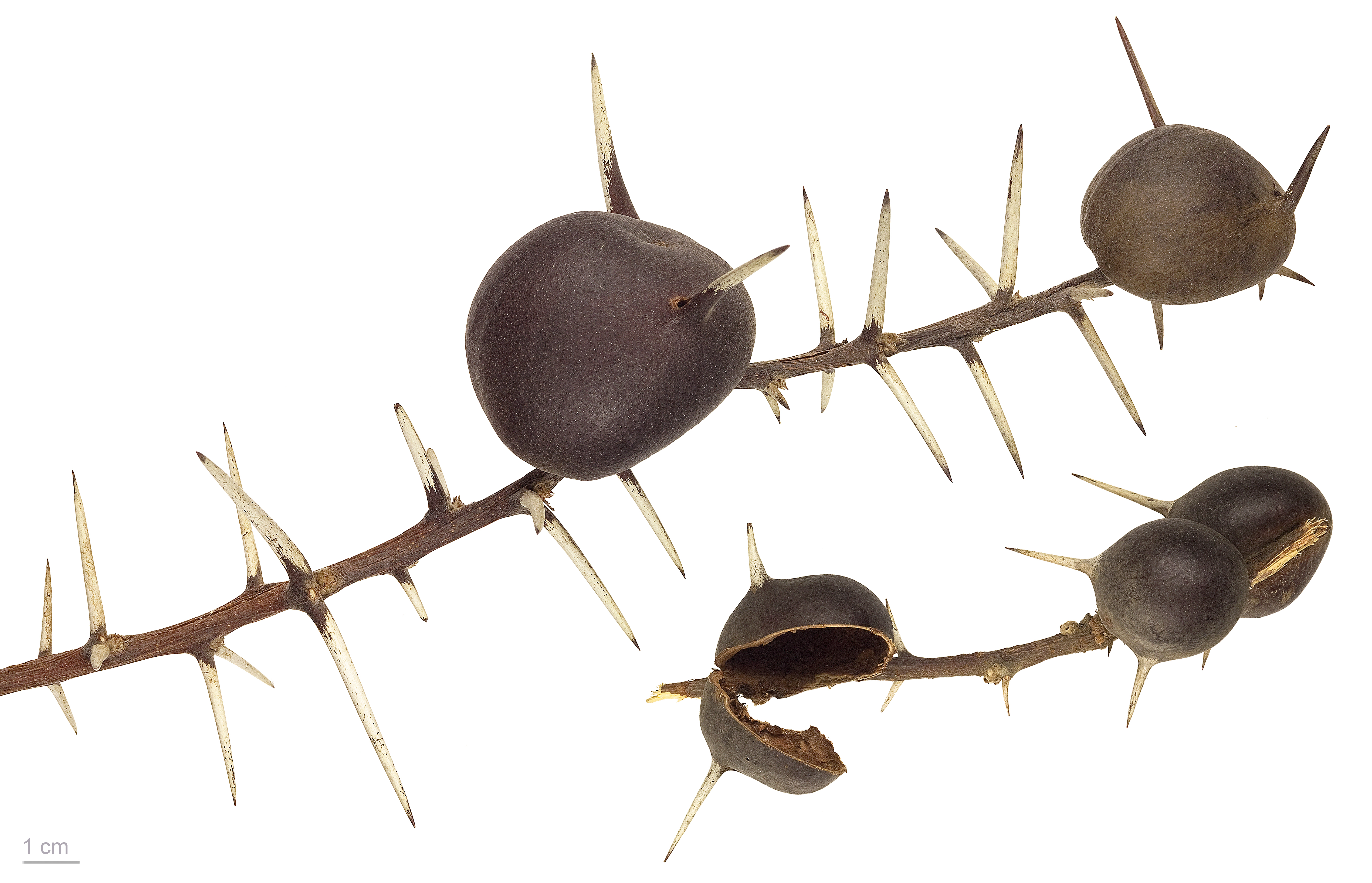
Acacia drepanolobium — Тулузький музей

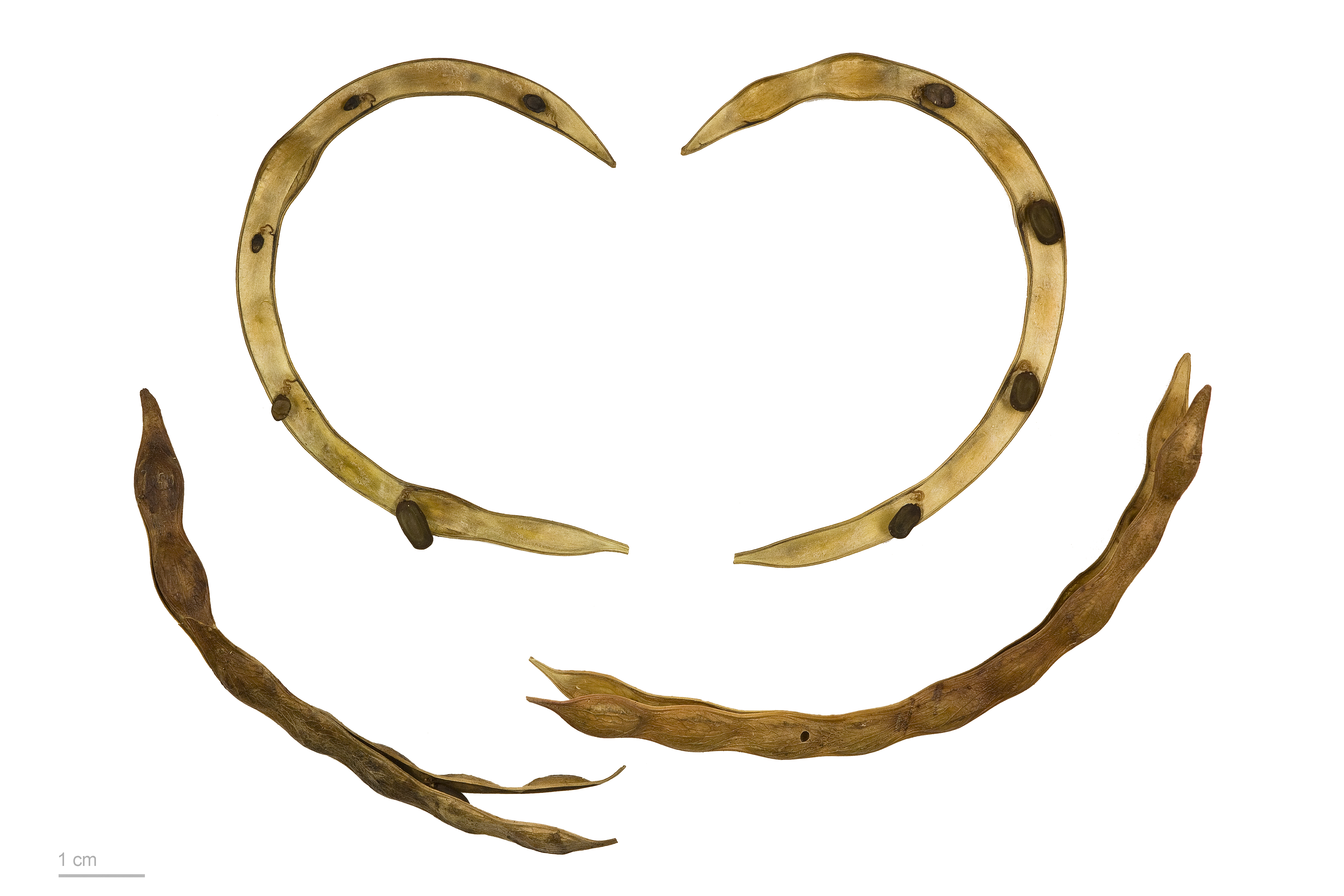
Acacia sp. — Тулузький музей

Ака́ція (Acacia) — рід рослин із родини бобових. Містить понад 1000 видів, що зростають на Мадагаскарі й прилеглих островах, в Австралазії, островах Південно-Східної Азії.
Назву акація запозичено з латини, куди слово запозичено з дав.-гр. ἀκακία — «мімоза, жовта акація», яке походить від дав.-гр. ἀκή — «колючка», припускається також єгипетське походження.
Акацією в Україні часто помилково вважається Робінія звичайна, яка, згідно з переліком Міністерства захисту довкілля та природних ресурсів, визначена інвазійним видом, забороненим у відтворенні лісів.

## Класифікація
Рід Acacia 2017 року був розділений на Vachellia та Acacia. До першого увійшли 163 видів, поширених на різних континентах, тоді як в Acacia лишилися рослини, що ростуть переважно в Австралії.

## Загальні ознаки
Дерева або чагарники, рідко з колючками на стовбурах. Листя подвійно розсічене, складається з численних дрібних листочків або листоподібних утворень. Квіти дрібні, численні, в головчастих суцвіттях або циліндричних китицях, прямостійні або пониклі, жовті або біло-жовті.
Формула квітки: {\displaystyle \ast K_{(4)}\;C_{4}\;A_{\infty }\;G_{\underline {1}}}

## Поширення
Існує близько 1400 видів, що виростають в тропіках і субтропіках, головним чином в Австралії та Африці, менше в Азії та Америці. Особливо характерні акації для флори Австралії (близько половини всіх видів), де вони ростуть в саванах і колючих чагарниках (скреб).

## Умови зростання
У сприятливих ґрунтово-кліматичних умовах вони представлені великими деревами, які в міру просування до пустель змінюються невеликими деревами з розгалуженим стовбуром і рідкою кроною, а ближче до пустель — колючими чагарниками. Чимало низькорослих багатостовбурних видів акації мають парасолькоподібну крону, що підвищує їх стійкість до вітрів. Розкидані поодиноко над високою травою, вони створюють своєрідний ландшафт савани Африки, а їхнє листя є основою раціону жираф. У багатьох американських видів прилистки перетворилися у великі колючки, в яких поселяються мурахи, які харчуються нектаром, що міститься в нектарниках на листових черешках, і виділеннями на листках. Можливо, мурахи оберігають дерева акації від комах-шкідників. Ростуть акації швидко.
У перший рік життя досягають висоти 0,75—1,5 метра, закінчують ріст до 25—30 років, коли з'являються перші ознаки старіння (Крона рідшає, розтріскується кора і з'являється дуплистість). Цвітуть і плодоносять з 2-го (рідше за 1-го) року життя. З 2—3-го року утворюють поросль від кореневої шийки й кореневі пагони.

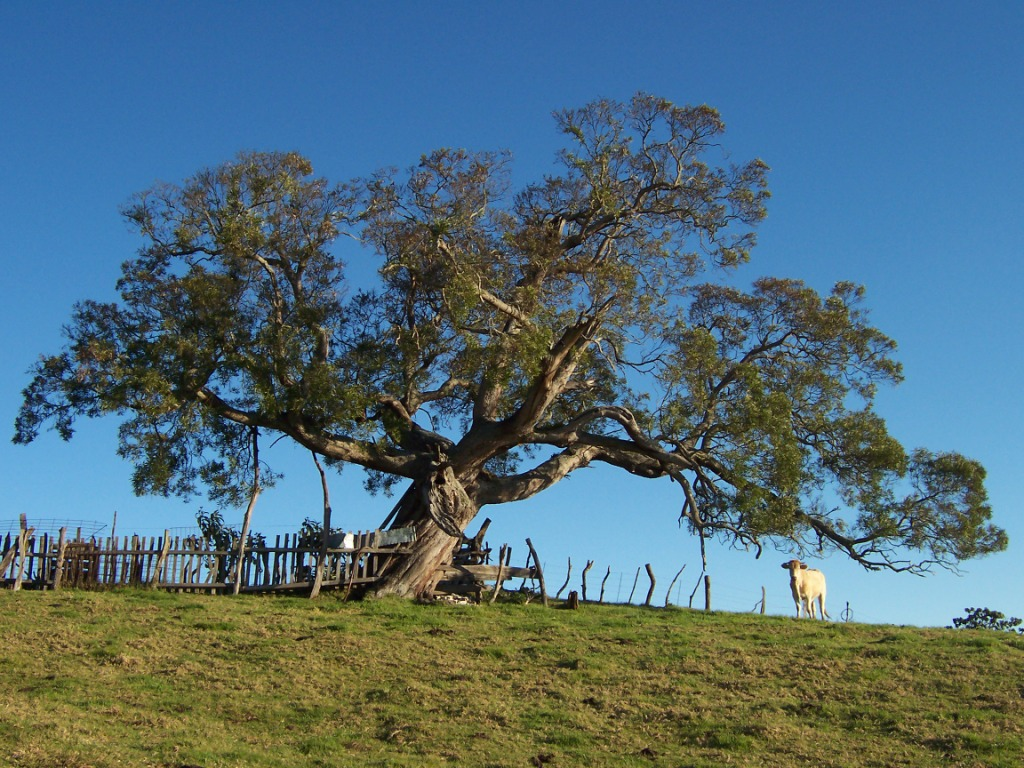
Старе дерево Acacia heterophylla в горах на острові Реюньйон

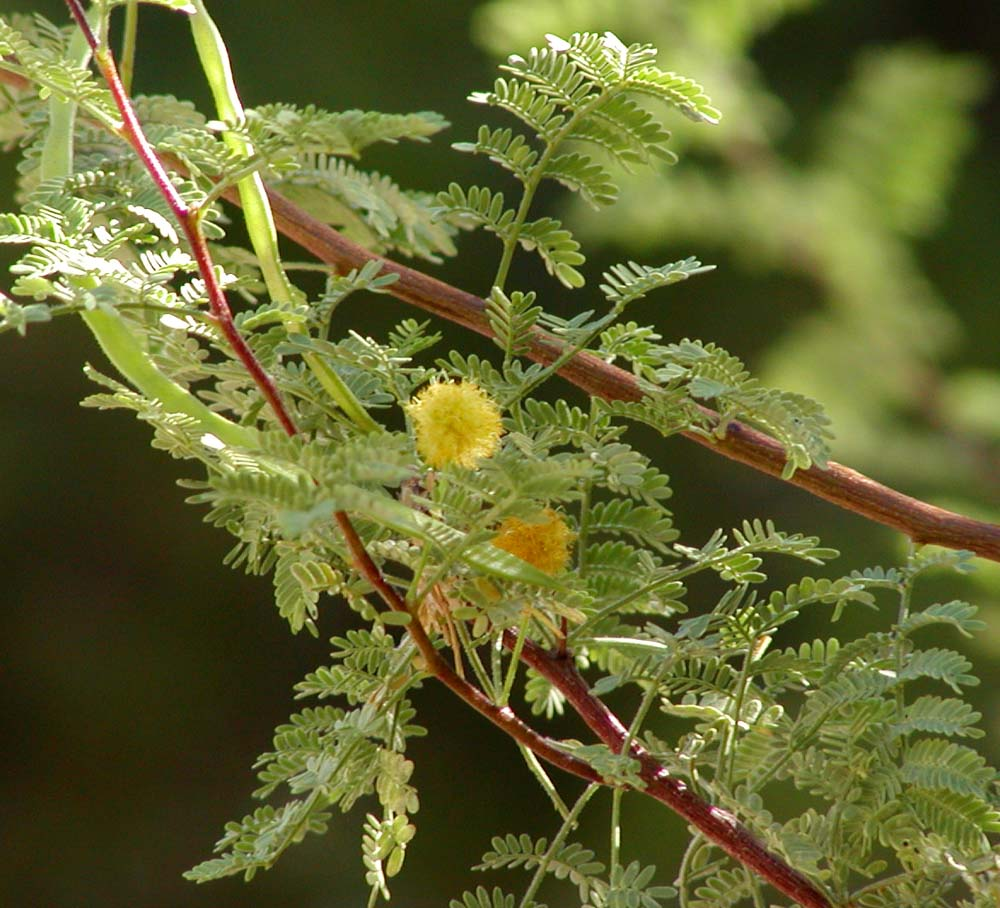
Гілка Acacia constricta

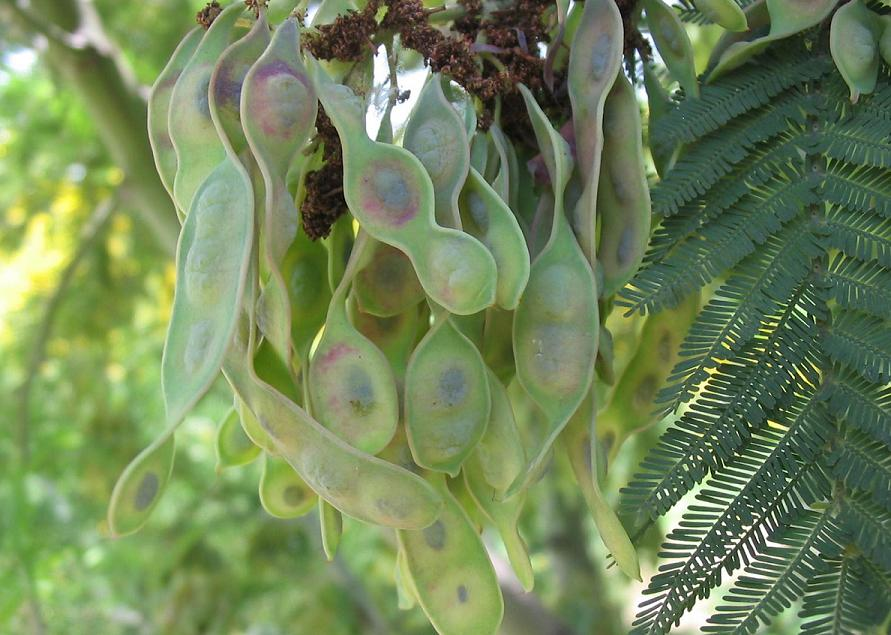
Плоди Acacia dealbata

## Застосування
Смола деяких видів застосовується як харчова добавка. Жовта чи червона смола інших видів у свіжому вигляді їстівна. Кора акації містить дубильні речовини. Деревина йде на виготовлення ручок для інструментів, човнів, стовпів та водопровідних труб. Листки та боби деяких видів в Західній Африці використовуються як лікарський засіб.

## Тезки
У побуті акацією називають також види з інших родів, які не мають стосунку до роду Acacia. Це насамперед:
- Альбіція (шовкова акація)
- Робінія (біла акація)
- Карагана дерев'яниста (жовта акація)
- Амодендрон (піщана акація)
- Софора японська (японська акація).
- Акація білувата (Faidherbia albida)

## Деякі види
Рід включає близько 1400 видів, зокрема:
- Акація Бейлі (Acacia baileyana)
- Акація коа (Acacia koa)
- Acacia decurrens
- Акація нільська (Acacia nilotica)
- Акація срібляста (Acacia dealbata)
- Акація Фарнеза (Acacia farnesiana)
- Акація чорнодеревна (Acacia melanoxylon)